# 広島市議会
広島市議会（ひろしましぎかい）は、広島県の県庁所在地・政令指定都市である広島市の議会である。

## 定数と任期と正副議長と選挙区
- 定数：54人[1]（欠員2）
- 任期：2023年5月2日 - 2027年5月1日[2]
- 議長：母谷龍典（自由民主党・市民クラブ）（2023年5月11日 - ）[3][4]
- 副議長：宮崎誠克（自民党市民クラブ）（令和6年6月28日 - ）[5]
- 選挙区：各行政区を選挙区とする中選挙区制（単記非移譲式）。各区の議員定数は以下のとおり[6]。

中区：6人
東区：5人
南区：7人
西区：9人
安佐南区：11人
安佐北区：6人
安芸区：4人
佐伯区：6人
- 広島市議会事務局：広島市議会議事堂1階[7]

## 会派
（2025年2月20日更新）
| 会派名                 | 議席数 | 党派                                   |
| ---------------------- | ------ | -------------------------------------- |
| 自由民主党・市民クラブ | 14     | 自由民主党、無所属                     |
| 市民連合・市民の声     | 8      | 立憲民主党、社民党、国民民主党、無所属 |
| 公明党                 | 8      | 公明党                                 |
| 日本共産党             | 6      | 日本共産党                             |
| ひろしま清風会         | 4      | 自由民主党、無所属                     |
| 広島維新の会           | 3      | 日本維新の会、自由民主党               |
| 新政クラブ             | 3      | 自由民主党、無所属                     |
| 至誠会                 | 2      | 日本維新の会、自由民主党               |
| 無党派クラブ           | 2      | 無所属                                 |
| 清流クラブ             | 1      | 自由民主党                             |
| 鈴蘭会                 | 1      | 無所属                                 |
| 計                     | 52     |                                        |

### 議員
（2025年2月20日更新、◎は幹事長）
自由民主党・市民クラブ（14人）
◎山路英男、椋木太一、西佐古晋平、碓井法明、山田春男、母谷龍典、八條範彦、宮崎誠克、平岡優一、水野考、川口茂博、三宅朗充、豊島永子、沖本高博
市民連合・市民の声（8人）
◎山内正晃、山本昌宏、岡村和明、若林新三、山下正寛、有田優子、丸山幸一郎、松本拓也
公明党（8人）
◎碓氷芳雄、石田祥子、川村真治、西田浩、並川雄一、田中勝、川本和弘、幸城　麗子
日本共産党（6人）
◎中森辰一、中村孝江、中原洋美、清水貞子、藤本聡志、大西理
ひろしま清風会（4人）
◎桑田恭子、定野和広、永田雅紀、森畠秀治
広島維新の会（3人）
◎大田智弘、福田心平、長井龍也
新政クラブ（3人）
◎平野太祐、森野貴雅、元田賢治
無党派クラブ（2人）
◎門田佳子、吉田いつこ
至誠会（2人）
◎亀井一夫、木村唯
清流クラブ（1人）
◎大野耕平
鈴蘭会（1人）
◎石川さおり

## 常任委員会
（2024年11月8日更新）
- 総務委員会（9人）
- 消防上下水道委員会（9人）欠員1
- 文教委員会（9人）
- 経済環境観光委員会（9人）
- 厚生委員会（9人）
- 建設委員会（9人）欠員1

## 議員報酬と諸手当
- 月額[11]
  - 議長：月額 106万円
  - 副議長：月額 93万円
  - 議員：月額 86万円
- 期末手当：3月1日、6月1日及び12月1日（基準日）[12]
- 政務活動費：会派に対して、月額として所属議員の数に30万円を乗じて得た額[13]。

## 議会だより
- 広報紙「ひろしま市議会だより」[14]
  - 年6回発行（定例会・臨時会号5回と新年号1回）
  - 改選の年には、初議会後に臨時号1回を追加発行。

## 議員定数
| 投開票日      | 定数 | 立候補者 |
| ------------- | ---- | -------- |
| 2011年4月10日 | 55   | 83       |
| 2015年4月12日 | 55   | 79       |
| 2019年4月7日  | 54   | 80       |
| 2023年4月9日  | 54   | 84       |

## 歴代議長
特記なき場合「歴代正副議長名簿」による。
| 代    | 氏名       | 就任             | 退任 | 備考 |
| ----- | ---------- | ---------------- | ---- | ---- |
| 1     | 三木達     | 明治22年6月8日   |      |      |
| 2     | 渡辺又三郎 | 明治22年9月4日   |      |      |
| 3     | 桐原恒三郎 | 明治23年10月     |      |      |
| 4     | 岡謙蔵     | 明治29年1月9日   |      |      |
| 5     | 桐原恒三郎 | 明治31年1月4日   |      |      |
| 6     | 尾形武三郎 | 明治36年1月6日   |      |      |
| 7     | 山本三朗   | 明治37年1月4日   |      |      |
| 8     | 岡崎仁三郎 | 明治37年6月22日  |      |      |
| 9     | 森川脩蔵   | 明治39年1月4日   |      |      |
| 10    | 山本三朗   | 明治40年1月8日   |      |      |
| 11    | 森川脩蔵   | 明治43年1月7日   |      |      |
| 12    | 早速整爾   | 明治43年6月19日  |      |      |
| 13    | 横山金太郎 | 明治45年1月4日   |      |      |
| 14    | 富島暢夫   | 大正2年6月16日   |      |      |
| 15    | 山縣斉高   | 大正6年6月22日   |      |      |
| 16    | 植田寿作   | 大正10年8月23日  |      |      |
| 17    | 岡田才助   | 大正12年11月17日 |      |      |
| 18    | 森保祐昌   | 大正14年6月15日  |      |      |
| 19    | 加藤俊夫   | 昭和4年8月5日    |      |      |
| 20    | 西村栄蔵   | 昭和6年7月27日   |      |      |
| 21-22 | 松坂義正   | 昭和8年6月13日   |      |      |
| 23    | 森保祐昌   | 昭和12年6月11日  |      |      |
| 24    | 安井藤造   | 昭和15年3月12日  |      |      |
| 25    | 勝盛達之助 | 昭和16年2月      |      |      |
| 26    | 小畑良助   | 昭和17年6月      |      |      |
| 27    | 島薫       | 昭和20年3月5日   |      |      |
| 28    | 山本久雄   | 昭和20年6月29日  |      |      |
| 29    | 池永清真   | 昭和21年5月30日  |      |      |
| 30    | 砂原格     | 昭和21年7月3日   |      |      |
| 31    | 寺田豊     | 昭和22年5月30日  |      |      |
| 32    | 伊藤忠男   | 昭和23年8月18日  |      |      |
| 33-34 | 任都栗司   | 昭和23年11月25日 |      |      |
| 35    | 川本精一   | 昭和25年2月7日   |      |      |
| 36    | 砂原格     | 昭和25年6月17日  |      |      |
| 37    | 秋田正之   | 昭和26年5月23日  |      |      |
| 38    | 永田百太郎 | 昭和27年4月8日   |      |      |
| 39    | 池永清真   | 昭和28年7月8日   |      |      |
| 40    | 柴田重暉   | 昭和30年6月9日   |      |      |
| 41    | 伊藤忠男   | 昭和31年9月21日  |      |      |
| 42-43 | 任都栗司   | 昭和32年10月14日 |      |      |
| 44    | 木野藤雄   | 昭和34年6月4日   |      |      |
| 45    | 宮本正夫   | 昭和35年7月9日   |      |      |
| 46    | 杉村政太郎 | 昭和36年9月18日  |      |      |
| 47    | 永田百太郎 | 昭和37年10月8日  |      |      |
| 48    | 堀江守     | 昭和38年5月22日  |      |      |
| 49    | 池永清真   | 昭和39年7月17日  |      |      |
| 50-51 | 浅尾義光   | 昭和42年5月20日  |      |      |
| 52    | 宮本正夫   | 昭和47年7月25日  |      |      |
| 53    | 池永清真   | 昭和48年7月27日  |      |      |
| 54-55 | 浅尾義光   | 昭和49年7月27日  |      |      |
| 56    | 宮本正夫   | 昭和52年9月21日  |      |      |
| 57    | 八百千頭夫 | 昭和54年5月17日  |      |      |
| 58    | 講元英雄   | 昭和58年5月11日  |      |      |
| 59    | 明星正明   | 昭和60年7月3日   |      |      |
| 60    | 柳坪進     | 昭和62年5月14日  |      |      |
| 61    | 瀬川吉郎   | 平成元年6月28日  |      |      |
| 62    | 永田明     | 平成3年5月16日   |      |      |
| 63    | 中本弘     | 平成4年8月17日   |      |      |
| 64    | 柳坪進     | 平成6年9月2日    |      |      |
| 65    | 瀬川吉郎   | 平成7年5月16日   |      |      |
| 66    | 海徳貢     | 平成8年6月28日   |      |      |
| 67    | 今田智     | 平成9年7月2日    |      |      |
| 68    | 中本弘     | 平成10年6月23日  |      |      |
| 69    | 兼桝栄二   | 平成10年12月8日  |      |      |
| 70    | 平野博昭   | 平成11年5月18日  |      |      |
| 71    | 浅尾宰正   | 平成15年5月15日  |      |      |
| 72-73 | 藤田博之   | 平成17年7月6日   |      |      |
| 74    | 木島丘     | 平成23年5月17日  |      |      |
| 75    | 種清和夫   | 平成24年7月3日   |      |      |
| 76    | 碓井法明   | 平成25年6月28日  |      |      |
| 77    | 永田雅紀   | 平成27年5月18日  |      |      |
| 78    | 山田春男   | 令和元年5月15日  |      |      |
| 79    | 佐々木壽吉 | 令和3年9月28日   |      |      |
| 80    | 母谷龍典   | 令和5年5月11日   | 現職 |      |

## 沿革
2012年
- 9月20日 - 関藤雄姿（西区選出）が酒気帯び運転の疑いで検挙される。
- 9月26日 - 関藤は責任をとり議員を辞職[16]。

2013年
- 4月18日 - YouTube広島市公式チャンネルを開設。

2021年
- 3月29日 - 2019年7月の参院選広島県選挙区をめぐる大規模買収事件で、広島市議会は河井克行から「現金を受け取った」と認めた市議13人に公開の場で経緯などを聞いた[17]。
- 6月10日 - 「河井克行から受け取った現金を市民団体に寄付した」として広島県警が公職選挙法違反（寄付行為）の疑いで今田良治を書類送検した[18]。今田良治は県警の聴取に対し「寄付はしていない。自分のために使った」と供述した[18]。

2022年
- 1月28日 - 参院選広島選挙区を巡る大規模買収事件で、公職選挙法違反（被買収）の疑いで告発され、東京地検が不起訴にした広島の地元議員ら100人のうち、35人が検察審査会に「起訴相当」と議決されたことが公表された[19][20]。
- 2月4日 - 検察審査会で「起訴相当」と議決された沖宗正明が辞職[21]。
- 2月18日 - 検察審査会で「起訴相当」と議決された木戸経康が辞職[22]。
- 3月2日 - 検察審査会で「起訴相当」と議決された藤田博之、伊藤昭善、谷口修、三宅正明、木山徳和は記者会見を開催。「微塵の罪悪感もなかった」「現金を受領したのは何故か？との問いには『それは普通のことだから』という答えになる」と述べ、潔白を主張した（5市議連名の共通コメント全文[23]）[24]。
- 3月9日 - 検察審査会で「起訴相当」と議決された今田良治、海徳裕志、豊島岩白が略式起訴に同意し、辞職願を提出した[25]。
- 3月10日 - 市議会は、今田良治、海徳裕志、豊島岩白の辞職を全会一致で許可した[26]。
- 3月14日 - 検察審査会で「起訴相当」と議決された八軒幹夫が辞職[27]。
- 同日 - 広島地検は、起訴相当と議決された35人のうち、9人を在宅起訴、25人を略式起訴した。病気療養中の児玉光禎については不起訴とした[28]。
- 3月17日 - 市議会は、在宅起訴された藤田博之、伊藤昭善、谷口修、三宅正明、石橋竜史、木山徳和の6人に対する辞職勧告決議案を賛成多数で可決した。藤田が提案した市議会解散決議案は否決された[29]。
- 3月20日 - 沖宗の辞職に伴う安芸区選挙区の補選（定数1）が行われ、西佐古晋平が初当選した。
- 3月30日 - 自民党広島県連は自民党紀委員会を開き、在宅起訴されている自民党所属の広島市議会議員の藤田博之議員、木山徳和議員、谷口修議員、三宅正明議員、伊藤昭善議員の5人への対応を協議し、5人に対して辞職を促す文書を出し、本人の意向を確認することを決めた[30]。
- 3月31日 - 自民党所属の谷口修が自民党広島県支部連合会に離党届を提出し受理された[31]。議員辞職はしていない。
- 4月5日に伊藤昭善の[32]、4月6日に木山徳和の[33]、4月7日までに藤田博之と三宅正明の離党届を自民党広島県支部連合会が受理した[34]。自民党広島県支部連合会が離党を促す文書を送った自民党所属広島市議5人全員が離党した[35]。
- 4月24日 - 木戸と沖宗の辞職に伴う安佐北区選挙区の補選（定数2）が行われ、山下正寛と三宅朗充が初当選した。
- 5月6日、病気療養中を理由に起訴を免れた児玉光禎が前年12月から約5カ月間、本会議などを欠席しているにもかかわらず、議員報酬（月額86万円）の満額支給を受け続けていることに市民から疑問の声が上がっていると地元紙が報道。支給の一時停止や減額の規定を設けている地方議会がある中、広島市議会に同様の規定がないこともあわせて報じられた[36]。
- 12月15日 - 市議会は、世界平和統一家庭連合（旧統一教会）や教団関連団体との一切の関係を断つと宣言する決議案を賛成少数で否決した。決議案は日本共産党が提出。議長を除く47人の採決で、賛成は日本共産党（5人）、市民連合（6人）全員、自民党保守クラブ（9人）の1人、市政改革クラブ（2人）の1人、無党派クラブ（1人）の計14人にとどまった[37]。
- 12月31日 - 日本共産党所属の藤井敏子が翌年4月の広島県議選に立候補するため辞職[38]。2023年4月9日投開票の県議選で藤井敏子は当選し県議に転身した[39]。

2024年
- 5月2日付けで、石橋竜史の最高裁判決が確定して議員失職し欠員1となる。
- 6月1日、広島維新の会、自民党至誠会、新風クラブが統一会派を結成し、「未来の風 自民・広島維新の会」となる。11日に名称を「未来の風 広島維新の会・至誠会」に変更。
- 11月6日付けで、三宅正明の判決が確定して議員失職し欠員2となる。
- 11月25日付けで木山徳和が辞職し欠員3となる[40][41]。

## 出身者
- 藤井敏子（広島県議会議員）

## 河井夫妻選挙違反事件に関与した議員一覧
2019年7月の参院選広島県選挙区をめぐる大規模買収事件において、市議13人が河井克行から現金を受け取ったと認めた。内訳は以下のとおり。このうち全員が検察審査会から「起訴相当」とされ、2022年3月14日、広島地検は病気療養中の児玉光禎を除く12人を在宅または略式起訴した。
2023年7月21日、木戸経康（元・広島市議会議員）の弁護人・田上剛弁護士が広島市内で記者会見を開き、2020年に東京地方検察庁特捜部検事から木戸経康が10回にわたって任意の取り調べをうけた際、そのうちの数回分のやりとりを隠し録音していたこと、取り調べた際に不起訴になることを示唆し買収を認めるよう誘導するような音声データがあることを明らかにした。東京地方裁判所で行われた克行の裁判の証人として出廷した際の証人テストの録音も含めて合計およそ7時間の内容が録音されているという。最高検察庁も録音データの内容を把握しており詳細を調査している。
2023年7月22日、読売新聞は、木戸経康（元・広島市議会議員）の取り調べと証人テストの録音データを独自に入手したことを明らかにし、2020年9月から2021年1月20日の出廷直前まで計12回にわたって公判を担当する東京地方検察庁特捜部検事が実施した証人テストのうち計10時間超の録音データを分析し報道した。
2024年12月3日付で最高裁判所は元広島市議木山徳和の異議申し立てを棄却した。木山徳和は有罪判決が確定し公民権が5年間停止される。これをもって起訴された広島市議会議員は、全員有罪確定となった。
| 氏名     | 選挙区   | 受領額 | 辞職                                                        | 起訴                 | 求刑                                           | 判決 |
| -------- | -------- | ------ | ----------------------------------------------------------- | -------------------- | ---------------------------------------------- | --- |
| 沖宗正明 | 安芸区   | 50万円 | 2022年2月4日に辞職                                          | 略式起訴             | 2022年3月24日付 罰金25万円、追徴金50万円       | 有罪確定 |
| 木戸経康 | 安佐北区 | 30万円 | 2022年2月18日に辞職                                         | 略式起訴             | 2022年3月24日付 罰金15万円、追徴金30万円       | 正式裁判 2023年7月27日、初公判 2022年10月13日、罰金15万円、追徴金30万円求刑 2023年10月26日有罪判決。 2023年11月8日、広島高裁に控訴。 2024年3月15日、控訴審初公判、即日結審。 2024年5月22日、控訴棄却、一審判決支持。 2024年6月5日、上告。 2024年9月18日付で、最高裁判所第1小法廷（宮川美津子裁判長）は、上告を退ける決定をした。 2024年10月1日付けで、最高裁判所は異議申し立てを棄却、有罪判決が確定した。                                                                                  |
| 今田良治 | 安佐北区 | 50万円 | 2022年3月10日に辞職                                         | 略式起訴             | 2022年3月24日付 罰金25万円、追徴金50万円       | 有罪確定 |
| 海徳裕志 | 安佐南区 | 50万円 | 2022年3月10日に辞職                                         | 略式起訴             | 2022年3月24日付 罰金25万円、追徴金50万円       | 有罪確定 |
| 豊島岩白 | 西区     | 50万円 | 2022年3月10日に辞職                                         | 略式起訴             | 2022年3月24日付 罰金25万円、追徴金50万円       | 有罪確定 |
| 八軒幹夫 | 南区     | 50万円 | 2022年3月14日に辞職                                         | 略式起訴             | 2022年3月25日付 罰金25万円、追徴金50万円       | 有罪確定 2027年4月までの5年間、公民権停止 |
| 藤田博之 | 佐伯区   | 70万円 | 2023年4月任期満了し政界引退                                 | 在宅起訴             |                                                | 2023年8月31日、有罪判決 2023年9月11日、控訴 2024年2月13日、控訴審初公判、即日結審 2024年4月16日、控訴棄却。 2024年4月26日、上告。 2024年8月19日付けで上告棄却。 2024年8月23日までに、上告棄却決定を不服として最高裁に異議を申し立てた。 2024年8月30日、最高裁が異議申し立て棄却、有罪確定した |
| 伊藤昭善 | 安佐北区 | 50万円 | 2023年4月9日広島市議選 落選                                 | 在宅起訴             |                                                | 2023年9月25日、結審 2023年10月31日、有罪判決 2023年11月13日付けで控訴 2024年3月14日、控訴審初公判、即日結審。 2024年5月23日、控訴棄却。 2024年6月6日、上告。 2024年10月7日付で最高裁判所第三小法廷（渡邉惠理子裁判長）は上告を棄却。 |
| 谷口修   | 安佐南区 | 50万円 | 2023年4月任期満了し政界引退                                 | 在宅起訴             |                                                | 2023年9月22日、結審 2023年10月31日、有罪判決 2023年11月13日付けで控訴 2024年3月12日、控訴審初公判、即日結審。 2024年5月23日、控訴棄却。 2024年6月6日付けで、上告 2024年10月7日付で最高裁判所第二小法廷（三浦守裁判長）は上告を棄却。 |
| 三宅正明 | 安芸区   | 50万円 | 2024年11月6日付で失職                                       | 在宅起訴             |                                                | 2023年9月19日、結審 2023年10月31日、有罪判決 2023年11月13日付けで控訴 2024年3月18日、控訴審初公判、即日結審。 2024年6月12日、判決予定。 2024年6月12日、控訴棄却。 2024年6月26日、上告。 2024年10月21日付けで、最高裁判所第2小法廷（三浦守裁判長）は上告を退ける決定をした。 2024年11月6日付で、最高裁判所が異議申し立てを棄却して有罪判決が確定し失職した。 |
| 石橋竜史 | 安佐南区 | 30万円 | 2024年5月2日付けで失職                                      | 在宅起訴             | 罰金30万円、追徴金30万円求刑 5年間の公民権停止 | 2023年7月21日有罪判決 2023年7月26日、控訴 2023年11月9日、控訴審初公判、即日結審。 2023年12月20日、広島高裁は控訴棄却。 2023年12月26日、最高裁に上告。 2024年4月15日付で上告棄却。 2024年4月17日付で最高裁に異議を申し立て。 最高裁は2024年4月30日付で異議申し立てを棄却し有罪判決が確定、2024年5月2日付けで失職し、公民権が5年間停止。河井事件で議員を失職したのは安芸太田市議会議員に続いて2人目となった。                                                                                 |
| 木山徳和 | 中区     | 30万円 | 2024年11月21日に辞職願を提出し、 2024年11月24日付けで辞職。 | 在宅起訴             |                                                | 2023年9月22日、結審 2023年10月31日、有罪判決 2023年11月13日付けで控訴 2024年4月23日、控訴審初公判、即日結審。 2024年7月18日、控訴棄却。 2024年8月1日、上告。 2024年11月11日付で、最高裁第1小法廷（岡正晶裁判長）は、上告を棄却する決定をした。 2024年11月21日、母谷議長へ「一身上の都合」により今月24日をもって辞職するという届出を提出し、議長が許可した。 2024年11月25日付けで辞職した。 2024年12月3日付で最高裁判所は異議申し立てを棄却した。有罪判決が確定し、公民権が5年間停止される。 |
| 児玉光禎 | 佐伯区   | 30万円 | 2023年4月任期満了し政界引退                                 | 不起訴（病気療養中） | ─                                              | ─ |

## 関連番組
- テレメンタリー2024『政治とカネと契りと議員』（広島ホームテレビ：2024年5月4日10：15-10：45 / テレビ朝日：2024年5月10日3：30-4：00（9日27：30-28：00 / 制作：広島ホームテレビ）